# Axel Kárason
Axel Kárason (nacido el 11 de febrero de 1983 en Sauðárkrókur) es un jugador de baloncesto islandés que actualmente pertenece a la plantilla del Tindastóll de la Úrvalsdeild karla, la máxima categoría islandesa. Con 1,93 metros de altura juega en la posición de Alero. Fue internacional absoluto con Islandia.

## Trayectoria Profesional

### Værløse BBK
Jugó durante cinco años (2010-2015) en el Værløse BBK danés.
En su primera temporada (2010-2011), jugó 26 partidos de liga y 2 de play-offs, promediando en liga 7 puntos (61,1 % en tiros de 2 y 63,2 % en tiros libres), 2,9 rebotes y 1,2 asistencias en 23,3 min, mientras que en play-offs promedió 8 puntos (100 % en tiros libres) y 6 rebotes en 30,5 min.
En su segunda temporada (2011-2012), jugó 27 partidos de liga y 3 de play-offs, promediando en liga 11,9 puntos (59,2 % en tiros de 2, 39,6 % en triples y 67,9 % en tiros libres), 6,4 rebotes, 1,1 asistencias y 1 robo en 32,5 min, mientras que en play-offs promedió 6,7 puntos (57,1 % en tiros de 2 y 75 % en tiros libres), 10 rebotes y 2 asistencias en 33,3 min.
A final de temporada fue nombrado jugador europeo del año de la Ligaen por Eurobasket.com.
En su tercera temporada (2012-2013), jugó 27 partidos de liga y 3 de play-offs, promediando en liga 10,5 puntos (55,7 % en tiros de 2, 32,8 % en triples y 61,2 % en tiros libres), 7 rebotes y 1,6 asistencias en 31,2 min, mientras que en play-offs promedió 6 puntos (40 % en triples), 4 rebotes y 1 asistencia en 27 min.
En su cuarta temporada (2013-2014), jugó 26 partidos de liga, promediando 8,6 puntos (46,9 % en triples y 71,9 % en tiros libres), 6,3 rebotes y 1 asistencia en 29,9 min.
En su quinta y última temporada (2014-2015), jugó 27 partidos de liga, promediando 9,7 puntos (56,5 % en tiros de 2, 33,8 % en triples y 62,8 % en tiros libres), 6,6 rebotes, 1,2 asistencias y 1,1 robos en 34,9 min.
Disputó un total de 133 partidos de liga y 8 de play-offs con el conjunto de Værløse entre las cinco temporadas, promediando en liga 9,5 puntos (55,3 % en tiros de 2, 36,5 % en triples y 65,1 % en tiros libres), 5,8 rebotes y 1,2 asistencias en 30,4 min de media, mientras que en play-offs promedió 6,7 puntos (57,1 % en tiros libres), 6,7 rebotes y 1,1 asistencias en 30,2 min de media.

### Svendborg Rabbits
El 8 de mayo de 2015, firmó por los Svendborg Rabbits daneses para la temporada 2015-2016. El 10 de julio de 2016, renovó con el equipo para la temporada 2016-2017.
En su primera temporada (2015-2016), jugó 28 partidos de liga y 4 de play-offs, promediando en liga 6,8 puntos (62,4 % en tiros de 2 y 60 % en tiros libres), 5,2 rebotes y 1,3 asistencias en 26,8 min, mientras que en play-offs promedió 4,3 puntos (66,7 % en tiros libres) y 3,3 rebotes en 24,3 min.

## Selección Islandesa

### 2012
Debutó con la absoluta de Islandia en el verano de 2012, en la Fase de clasificación para el EuroBasket 2013, no consiguiendo la selección de baloncesto de Islandia clasificarse.
Jugó 5 partidos con un promedio de 0,6 puntos (100 % en triples) y 0,2 asistencias en 1,2 min de media.

### 2013
Disputó la 1.ª fase de clasificación para el EuroBasket 2015, consiguiendo la selección de baloncesto de Islandia clasificarse para la 2.ª fase.
Jugó 1 partido (1 rebote en 2 min).
Participó en los Juegos de los Pequeños Estados de Europa de 2013, celebrados en Luxemburgo, donde la selección de baloncesto de Islandia se colgó la medalla de bronce.

### 2014
Disputó la 2.ª fase de clasificación para el EuroBasket 2015,  consiguiendo la selección de baloncesto de Islandia clasificarse para el EuroBasket 2015 (1.ª vez en su historia que se clasificaron para un EuroBasket).
Jugó 3 partidos con un promedio de 2 puntos (66,7 % en triples) y 1,3 rebotes en 7,7 min de media.

### 2015
Participó en el EuroBasket 2015, celebrado entre Alemania, Croacia, Francia y Letonia, donde la selección de baloncesto de Islandia quedó en 24.ª posición.
Jugó 4 partidos (2,8 min de media).
Disputó los Juegos de los Pequeños Estados de Europa de 2015, celebrados en Reikiavik, Islandia, donde la selección de baloncesto de Islandia se colgó la medalla de plata.

### 2016
En el verano de 2016, disputó la fase de clasificación para el EuroBasket 2017.

## Clubes
- Tindastóll Sauðárkrókur (2001-2005)
- Skallagrímur Borgarnes (2005-2008)
- Tindastóll Sauðárkrókur (2008-2010)
- Værløse (2010-2015)
- Svendborg Rabbits (2015-2017)
- Skallagrímur Borgarnes (2017)
- Tindastóll Sauðárkrókur (2017-2018)
- Tindastóll Sauðárkrókur (2019-actualidad)